# Peshtemal

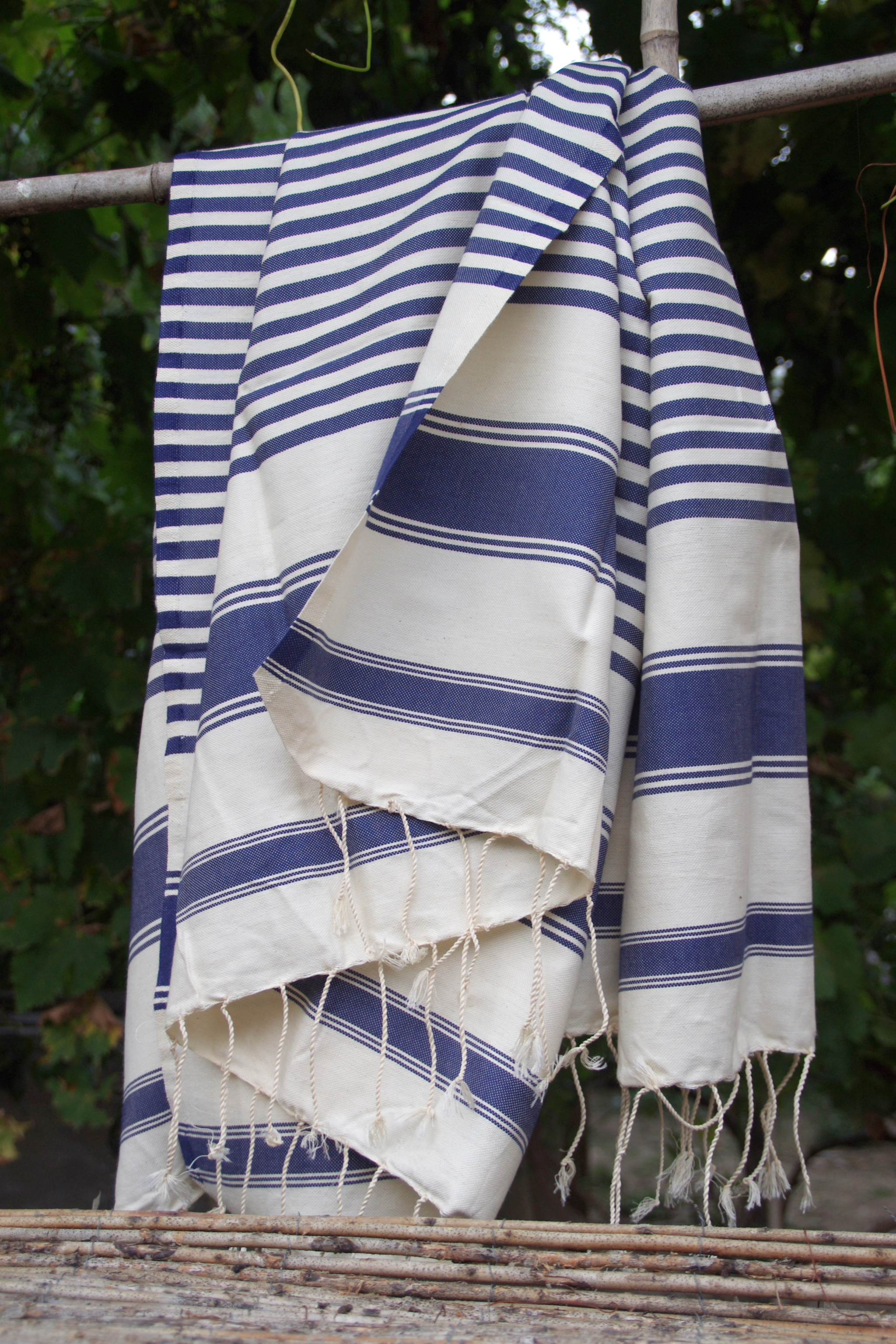
Un pestemal

Il peshtemal (anche scritto peshtamal, pestamal o pestemal; dalla lingua persiana~ Fa puştmāl پشت مال asciugamento per la schiena § Fa puşt پشت schiena + Fa māl مال pulizia) è un asciugamano tradizionale usato nei bagni pubblici. 
Questo tipo di asciugamento è un elemento importante della secolare cultura ottomana dell'Hammam. Il pestemal aveva originariamente la funzione di consentire ai bagnanti di coprirsi nei bagni pubblici. Questi asciugamani hanno la caratteristica di essere altamente assorbenti e si asciugano più velocemente degli asciugamani in spugna più pesanti e assorbenti. 
Viene anche usato per indicare da quale regione provengono le persone. Esistono molti tipi di peshtemal, con stili e colori diversi in diverse aree di Turchia e Iran.
Il peshtemal assorbe l'acqua più velocemente di un asciugamano tradizionale, si asciuga molto rapidamente, occupa meno spazio, è facile da trasportare ed è quindi usato come alternativa all'asciugamano in bagni, piscine, spa, spiagge e impianti sportivi, e per accudire i bambini.
Il tessuto peshtemal è realizzato al 100% in cotone, prodotto in telai ad azionamento manuale nella Turchia moderna, storicamente in Antiochia. Il cotone ha fibre lunghe che si aprono durante l'utilizzo, aumentando il potere assorbente.